# Upsala (tidning)

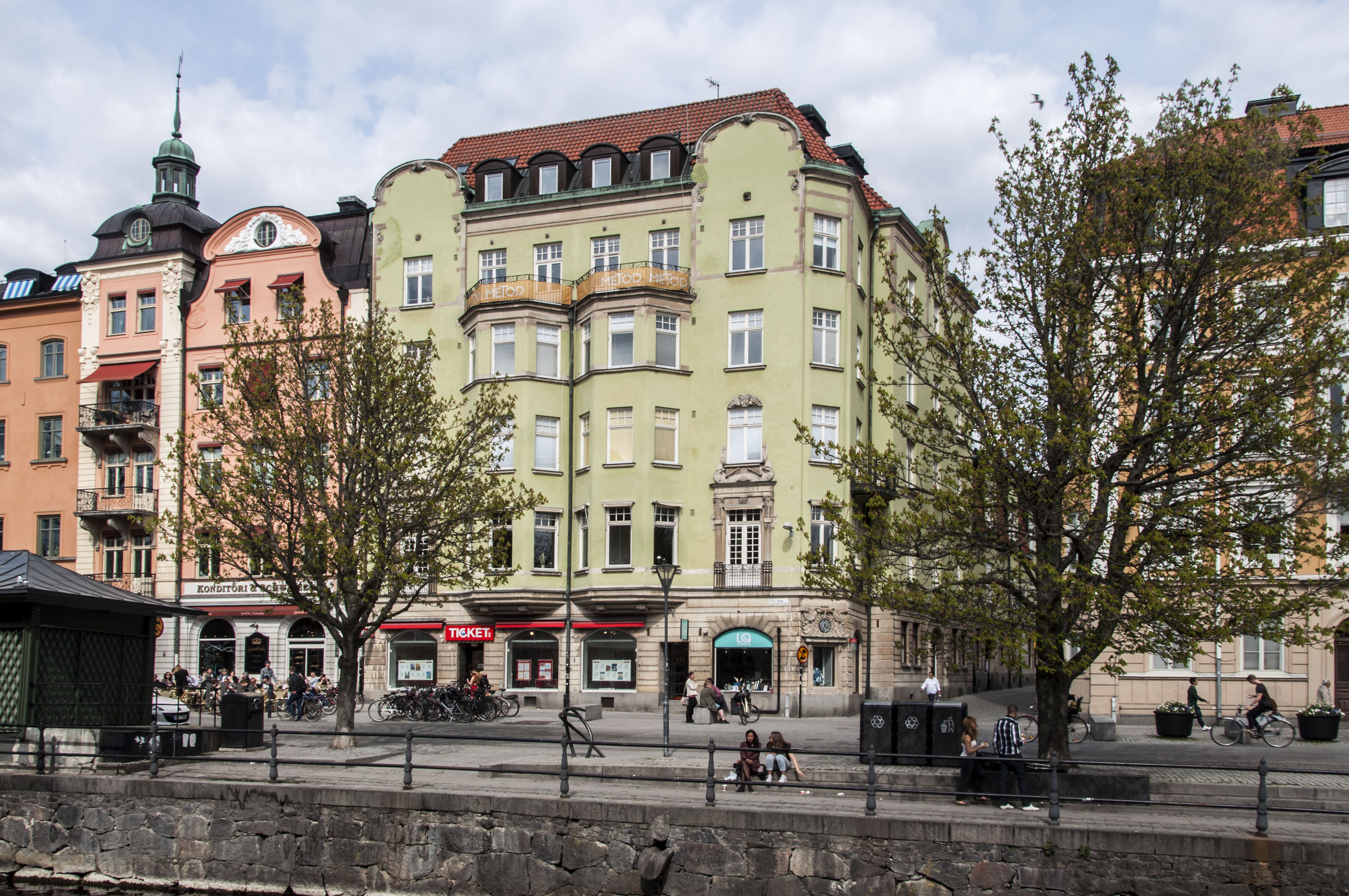
Tidningshuset vid Östra Ågatan 33.

Upsala (i folkmun, och på slutet även officiellt: Tidningen Upsala eller bara TU) var en tidning som utkom mellan 1845 och 1958 i Uppsala.
Dagstidningen grundades av Pehr Hanselli och utkom till en början en gång i veckan. År 1852 ökades utgivningstakten till två gånger per vecka. Året dessförinnan hade Hanselli överlämnat ansvaret för tidningen till Johan Sundvallson. En av anledningarna bakom redaktörsbytet var att Hansellis anseende blivit stukat i samband med det ryktbara Gasslanderska förtalsmålet 1849.
Under Sundvallsons ledning framstod Upsala allt mer som ett organ för stadens borgerskap, vilket väckte visst missnöje bland stadens akademiska kretsar. Två universitetsmän, filosofen Sigurd Ribbing och astronomen Gustaf Svanberg, tog därför initiativ till den konkurrerande tidningen Upsala-Posten som stod universitetet nära. Under hela 1860-talet pågick häftiga meningsutbyten mellan de båda lokaltidningarna, inte minst mellan de respektive redaktörerna, Sundvallson och Upsala-Postens Esaias Edquist.
I början av 1870-talet avgick Sundvallson. Ett nytt skede i tidningens historia inleddes 1874, då Karl Möllersvärd övertog redaktörskapet. Tidningen förblev i den Möllersvärdska familjens kontroll under flera decennier, och den leddes i tur och ordning av sönerna Gottfried Möllersvärd och John Möllersvärd. Redaktör för tidningen i början av 1900-talet var skalden Erik Natanael Söderberg. Bland tidningens senare profiler kan nämnas Hans von Feilitzen, som fungerade som ekonomichef och vd från 1944 till 1954.
Från 1906 utkom tidningen sex gånger per vecka och var då ett språkrör för högern. År 1912 utkom tidningen i 5 000 exemplar, men kallades av folkhumorn för "Nollan". I längden klarade inte tidningen konkurrensen från Upsala Nya Tidning och vid mitten av 1900-talet förde den en tynande tillvaro. Från 1957 utkom Upsala en gång per vecka och hade när tidningen lades ned en upplaga på 2 000 exemplar.